# Bowes River
Bowes River är ett vattendrag i Australien. Det ligger i delstaten Western Australia, omkring 420 kilometer norr om delstatshuvudstaden Perth.
Trakten runt Bowes River består till största delen av jordbruksmark. Trakten runt Bowes River är nära nog obefolkad, med mindre än två invånare per kvadratkilometer. Stäppklimat råder i trakten. Genomsnittlig årsnederbörd är 302 millimeter. Den regnigaste månaden är juni, med i genomsnitt 55 mm nederbörd, och den torraste är februari, med 4 mm nederbörd.